# 하상주단대공정
하상주단대공정(夏商周斷代工程, 영어: Xia–Shang–Zhou Chronology Project)은 중화인민공화국의 고대사(하나라, 상나라, 주나라) 연구 작업이다. 이는 제9차 5개년계획의 공정 중 하나로, 구체적인 연대가 판명되지 않은 중국 고대의 삼대(하 · 상 · 주)에 대하여 구체적인 연대를 확정하였다. '공정'은 프로젝트를 의미한다.

## 진행
공정이 시작되기 이전에는, 문헌자료로 알려져 있는 주나라의 공화 원년(기원전 841년)이 중국사에서 확정적으로 알려진 가장 오래된 연대였다.
공정은 1995년 가을부터 준비가 시작되어, 1996년 5월 16일에 정식으로 시작되었다. 이 공정에는 약 200명의 전문가가 참여하였다. 1999년 9월에는 '하상주단대공정단계성과학술보고회'가 열렸다. 2000년 9월 15일의 '하상주단대공정항목검수회'에서 그 내용이 정부에 의해 점검되어, 2000년 11월 10일에 공정의 수석과학자 4인을 중심으로 하여 발표되었다.

## 연구 방법
공정에는 여러 가지 방법이 사용되었다.

### 천문학
갑골문이나 문헌자료의 일식, 월식, 행성의 위치 등의 기록을 조사하여 계산된 천문학적인 현상과 비교, 실제로 일어난 시기를 산정하였다.

### 고고학
발굴된 유적, 특히 왕후의 분묘 등의 방사성탄소연대를 측정 산정하였다.

### 문헌학
문헌자료의 역법의 차이를 조사하여, 상호 모순을 발견, 신빙성을 판단하였다.

## 공정 결과
다음과 같은 결과를 얻었다
- 기원전 2070년경, 하나라가 건국되었다.
- 기원전 1600년경, 하나라가 상나라로 교체되었다.
- 기원전 1300년경, 반경(盤庚)이 은허로 천도하였다.
- 기원전 1046년, 상나라를 대신하여 주나라가 건국되었다.
- 상나라 왕 반경으로부터 제신(帝辛)까지의 대체적인 연대를 확정하였다.
- 주나라 왕의 재위연대를 구체적으로 확정하였다.

## 중국의 국가주의와 하상주연표
국가적 규모의 연구로서 시작한 하상주연표이나, 이는 중화인민공화국의 국가주의 고양과 연관되어 있다고 지적되기도 한다.
하상주단대공정과 그 후속 공정인 중화문명탐원공정, 동북변강역사여현상계열연구(통칭 '동북공정') 등은 중화인민공화국의 9 · 5 계획의 일환으로 행해졌다. 9 · 5 계획은 중국의 경제 수준에 걸맞은 정신문명 건설을 목표로 하고 있으며, 나아가 10 · 5 계획의 15항에서는 애국주의 · 집체주의 · 사회주의 정신을 널리 드높여야 한다고 주장하고 있다. 이런 전제 아래에서, 하상주단대공정 등의 공정은 근대에 들어서 중국 중심의 동아시아 문명론이나 중국문명의 자생 발전론 등이 힘을 잃으면서 약화된 중화주의에 새로운 근거를 제공하려는 의도임이 엿보인다.
하상주단대공정이 중화주의로 주목받는 것은 단순히 3대의 연도를 확정짓는 것에서 끝나는 것이 아니라, 중국 고대사에 대한 '의고'적 인식을 국가 주도하에 '신고'로 전환하고, 나아가 중국 중심의 옛 유적과 기록으로 말미암아 중국이 역사적으로 주변 문화를 지배했다는 것을 확인하고자 하기 때문이다. 이러한 까닭에 공정들은 정치적 · 역사적 일방성을 강요하여 학문적으로 편향된 논리에 갇혀 있다.

## 같이 보기
- 하나라
- 상나라
- 주나라
- 중화문명탐원공정
- 동북공정